# 警視総監公舎爆破未遂事件
警視総監公舎爆破未遂事件（けいしそうかんこうしゃばくはみすいじけん）とは、1971年に発生した事件。
1971年8月7日、東京都千代田区の警視総監公舎玄関脇に爆弾が仕掛けられる事件が発生。警察官が犯人らしき男を追うが、逃げられてしまった。検察は日大紛争メンバーなど6人を爆発物取締罰則違反で起訴したが、1983年に裁判で全員に無罪が確定した。
元被告らは国家賠償請求を提訴。2001年12月20日、裁判所は捜査の一部の違法性を認め、300万円の支払いを命じる判決が確定。

## 関連書籍
- 事件・犯罪研究会「明治・大正・昭和・平成　事件犯罪大事典」（東京法経学院）